# Mistrzostwa Europy w Short Tracku 2008
12. Mistrzostwa Europy w Short Tracku 2008 odbyły się na Łotwie, w Windawie, w dniach 18-20 stycznia 2008.

## Reprezentacja Polski

### kobiety
- Aida Popiołek
- Patrycja Maliszewska – 4. (500 m), 20. (1000 m), DSQ (1500 m), 21. (wielobój)
- Karolina Regucka
- Anna Romanowicz – 24. (500 m), 19. (1000 m), 25. (1500 m), 23. (wielobój)
  - sztafeta (Popiołek, Maliszewska, Romanowicz, Regucka) - 4.

### mężczyźni
- Jakub Jaworski – 17. (500 m), 17. (1000 m), 14. (1500 m), 16. (wielobój)
- Bartosz Konopko – 4. (500 m), DSQ (1000 m), 9. (1500 m), 10. (wielobój)
- Dariusz Kulesza
- Tomasz Wróblewski
  - sztafeta (Konopko, Jaworski, Wróblewski, Kulesza) - 8.

## Klasyfikacja medalowa
| Miejsce | Państwo         | Złoto | Srebro | Brąz | Razem |
| ------- | --------------- | ----- | ------ | ---- | ----- |
| 1       | Włochy          | 4     | 3      | 1    | 8     |
| 2       | Łotwa           | 3     | 1      | 0    | 4     |
| 3       | Holandia        | 2     | 1      | 1    | 4     |
| 4       | Wielka Brytania | 2     | 1      | 0    | 3     |
| 5       | Bułgaria        | 1     | 2      | 1    | 4     |
| 5       | Rosja           | 0     | 2      | 4    | 6     |
| 7       | Węgry           | 0     | 2      | 1    | 3     |
| 8       | Niemcy          | 0     | 0      | 2    | 2     |
| 9       | Czechy          | 0     | 0      | 1    | 1     |
| 9       | Francja         | 0     | 0      | 1    | 1     |
| Razem   | Razem           | 12    | 12     | 12   | 36    |

## Medale
| Konkurencja | Złoto                                                                                    | Srebro                                                                                       | Brąz                                                                               |
| Mężczyźni   |                                                                                          |                                                                                              |                                                                                    |
| 500 metrów  | Lon Eley · Wielka Brytania                                                               | Nicola Rodigari · Włochy                                                                     | Tyson Heung · Niemcy                                                               |
| 1000 metrów | Niels Kerstholt · Holandia                                                               | Haralds Silovs · Łotwa                                                                       | Gábor Galambosh · Węgry                                                            |
| 1500 metrów | Haralds Silovs · Łotwa                                                                   | Wiaczesław Koerginjan · Rosja                                                                | Rusłan Sacharow · Rosja                                                            |
| 3000 metrów | Haralds Silovs · Łotwa                                                                   | Nicola Rodigari · Włochy                                                                     | Niels Kerstholt · Holandia                                                         |
| Sztafeta    | Włochy · Fabio Carta · Yuri Confortola · Claudio Rinaldi · Roberto Serra                 | Wielka Brytania · Jon Eley · Tom Iveson · Paul Stanley · Paul Worth                          | Francja · Maxime Chataignier · Thibaut Fauconnet · Jérémy Masson · Stéphane Périer |
| Wielobój    | Haralds Silovs · Łotwa                                                                   | Niels Kerstholt · Holandia                                                                   | Nicola Rodigari · Włochy                                                           |
| Kobiety     |                                                                                          |                                                                                              |                                                                                    |
| 500 metrów  | Annita van Doorn · Holandia                                                              | Erika Huszár · Węgry                                                                         | Jewgenia Radanowa · Bułgaria                                                       |
| 1000 metrów | Jewgenia Radanowa · Bułgaria                                                             | Arianna Fontana · Włochy                                                                     | Nina Jewcejewa · Rosja                                                             |
| 1500 metrów | Arianna Fontana · Włochy                                                                 | Nina Jewcejewa · Rosja                                                                       | Kateřina Novotná · Czechy                                                          |
| 3000 metrów | Arianna Fontana · Włochy                                                                 | Erika Huszár · Węgry                                                                         | Nina Jewcejewa · Rosja                                                             |
| Sztafeta    | Wielka Brytania · Elise Christie · Charlotte Gilmartin · Sarah Lindsay · Joanna Williams | Bułgaria · Daniela Iwanowa · Marina Georgiewa-Nikołowa · Gergana Patsowa · Jewgenia Radanowa | Niemcy · Tina Grassow · Aika Klein · Christin Priebst · Susanne Rudolph            |
| Wielobój    | Arianna Fontana · Włochy                                                                 | Jewgenia Radanowa · Bułgaria                                                                 | Nina Jewcejewa · Rosja                                                             |